# Acanthops falcataria
Acanthops falcataria är en bönsyrseart som beskrevs av Johann August Ephraim Goeze 1778. Acanthops falcataria ingår i släktet Acanthops och familjen Acanthopidae. Inga underarter finns listade i Catalogue of Life.